# Melisseno

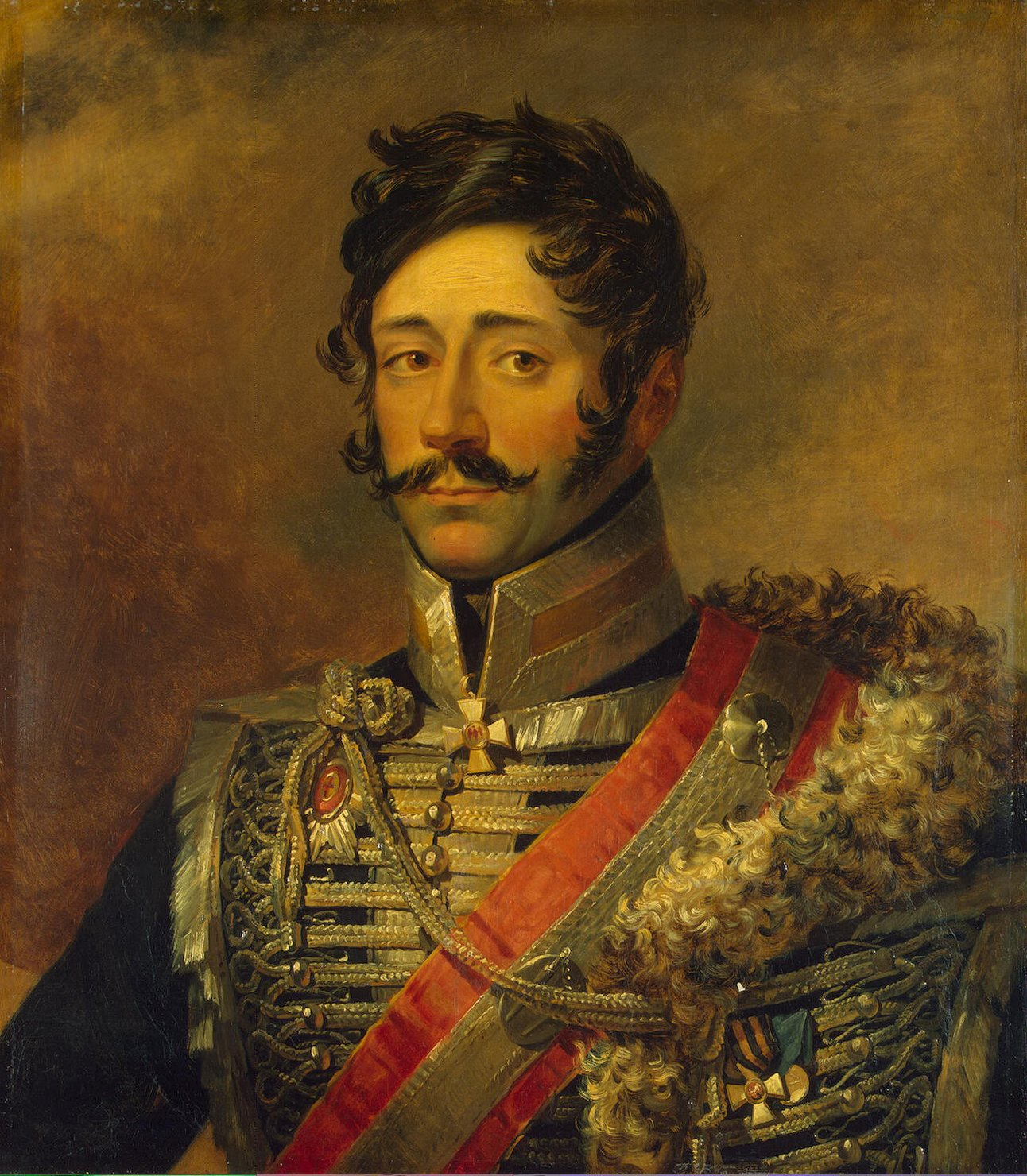
Generale Alexey Melisseno

La famiglia Melisseno (in greco Μελισσηνός?, in italiano anche Melissene) è stata una nobile famiglia bizantina che fiorì alla fine dell'VIII secolo e durò fino alla fine dell'impero stesso.

## Storia
I Melisseno sono una delle più antiche famiglie romane d'oriente conosciuta fin dal periodo medioevale dell'impero. Le genealogie redatte nel XVI e nel XVII secolo pongono come capostipite un patrizio di nome Michele parente dell'imperatore Michele I Rangabe (811-813), ma l'inizio certo della famiglia si ha mezzo secolo prima con il generale e patrizio Michele Melisseno, ufficiale e nobile favorito dell'imperatore Costantino V (741–775). Questo Michele sposò una delle sorelle della moglie di Costantino, Eudochia, diventando così parente dell'imperatore stesso. Michele con sua moglie ebbero un figlio certo: Teodoto Cassitera Melisseno, meglio noto col suo nome patriarcale di Teodoto I.
Dal IX all'XI secolo i membri della famiglia si stanziarono in Asia Minore, divenendo spesso generali e strategos dei temi imperiali. Alla fine dell'XI secolo, la famiglia le fonti riportano la presenza della famiglia nell'area di Dorylaeum in Frigia.
I Melisseno mantennero stretti legami con altre famiglie dell'aristocrazia militare (i dynatoi), anch'esse originarie dell'Asia Minore. Due membri dei Melisseno, il duce di Antiochia Leone e suo fratello Teognosto, sostennero la rivolta di Foca il Giovane contro l'imperatore Basilio II (976-1025). Durante tutti i rimanenti anni di regno di Basilio, i Melisseno non occuparono importanti cariche militari, ricomparendo però nell'aristocrazia bizantina alla fine dell'XI secolo. Alla fine di questo secolo Teognoste Melisseno divenne catapano della Mesopotamia e Maria Melisso deteneva il prestigioso titolo di zoste patrikia, che la rendeva la seconda donna dell'Impero, immediatamente dopo l'imperatrice stessa.
Nel decennio degli anni 1080 il generale Niceforo Melisseno scatenò una rivolta per deporre Niceforo III (1078-1081), si accordò con il successore di Niceforo, Alessio I Comneno (1081-1118) sposandone la sorella Eudochia, ottenendo il titolo di Cesare e proprietà vicino a Tessalonica. Sotto gli imperatori Comneni, i Melisseno occuparono principalmente cariche da funzionari civili, ma nonostante i legami familiari con la dinastia regnante, la famiglia cessò di occupare le importanti cariche statali a partire dal 1118.
Nel XIII secolo si ritrova parte della famiglia presso i territori di Smirne, nella Morea e nell'Epiro. Una Melisseno sposò il despota Michele I. Le tradizioni successive sostengono anche che un Andrea Melisseno si trasferì a Creta durante il regno di Alessio I, fondando lì un ulteriore ramo della famiglia. Dal ramo cretese nacque il patriarca Gregorio III di Costantinopoli (1443–1450).
Un altro discendente di spicco della famiglia fu il generale russo del XVIII secolo Pyotr Melissino, nato a Cefalonia. Suo figlio, Aleksey, divenne anche lui generale e prestò servizio nella campagna di Russia. Fu ucciso nella battaglia di Dresda nel 1813.

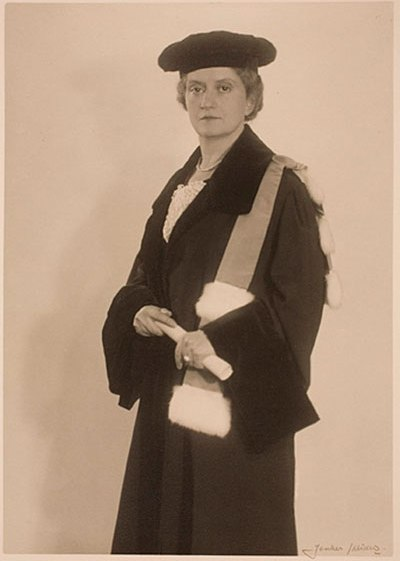
Sophia Antoniadis

Lo storico e metropolita di Monemvasia del XVI secolo, Macario Melisurgo, non era un membro effettivo della famiglia, ma cambiò il suo cognome in Melisseno durante il suo esilio alla corte di Napoli.
La prima professoressa donna di scienze umane nei Paesi Bassi, Sophia Antoniadis, era una discendente della famiglia Melisseno.